# Bambino Pinocchio (singolo)
Bambino Pinocchio è un singolo discografico split di Cristina D'Avena e dell'Orchestra di Augusto Martelli pubblicato nel 1982; rappresenta anche il debutto della cantante italiana, all'epoca diciassettenne.

## Descrizione
Bambino Pinocchio è la prima canzone incisa da Cristina D'Avena per la Five Record come sigla della serie TV animata Pinocchio.
Non esistono fonti precise sulla pubblicazione del singolo, in quanto sui primi 45 giri stampati dalla Five Record non venivano riportate le date di stampa.
Secondo la rivista Musica e Dischi del numero di aprile 1982, il singolo Bambino Pinocchio viene segnalato al terzo posto tra i più richiesti dagli acquirenti presso i negozianti nel mese precedente. Inoltre, nella puntata del 23 marzo 1982 della trasmissione musicale di Canale 5 Popcorn Mauro Micheloni mostra il 45 giri definendolo come uno dei successi del momento. La pubblicazione potrebbe essere avvenuta quindi nei primi mesi del 1982, presumibilmente tra febbraio e marzo.
Venne distribuito da C.G.D. Messaggerie Musicali S.p.A.
Per festeggiare il ventennale della sua carriera, nel 2002 Cristina D'Avena ha inciso nuovamente la canzone in una nuova versione arrangiata da Vincenzo Draghi.

## Tracce
Lato A
1. Cristina D'Avena – Bambino Pinocchio – 2:42 (testo: Luciano Beretta – musica: Augusto Martelli; edizioni musicali Canale 5 Music e Flimkunst Musikverlag)

Lato B
1. Orchestra di Augusto Martelli – Bambino Pinocchio (strumentale) – 2:42 (testo: Luciano Beretta – musica: Augusto Martelli; edizioni musicali Canale 5 Music e Flimkunst Musikverlag)

## Formazione

### Versione 1982
- Augusto Martelli – Produzione e arrangiamento, direzione orchestra
- Tonino Paolillo – Registrazione e mixaggio al Mondial Sound Studio, Milano
- Orchestra di Augusto Martelli – Esecuzione brano

### Versione 2002
- Vincenzo Draghi – tastiera, chitarra, programmazione, cori aggiuntivi, produzione e arrangiamento
- Luca Visigalli – basso
- Lele Melotti – batteria
- Michele Lazzarini – Clarinetto e sax
- i Piccoli Cantori di Milano – cori
- Laura Marcora – Direzione cori
- Pietro Ubaldi – cori aggiuntivi

## Pubblicazioni all'interno di album e raccolte
Bambino Pinocchio è stata inserita all'interno di diversi album e raccolte della cantante:
| Anno | Album                                  | Titolo                            | Versione           |
| ---- | -------------------------------------- | --------------------------------- | ------------------ |
| 1982 | Do re mi... Five - Cantiamo con Five   | Bambino Pinocchio                 | Versione originale |
| 1982 | Bambino Pinocchio e i suoi amici in tv | Bambino Pinocchio                 | Versione originale |
| 1986 | Memole dolce Memole                    | Bambino Pinocchio                 | Versione originale |
| 2002 | Greatest Hits                          | Bambino Pinocchio (versione 2002) | Versione 2002      |
| 2003 | Greatest Hits - Volume 1               | Bambino Pinocchio (versione 2002) | Versione 2002      |
| 2003 | Greatest Hits                          | Bambino Pinocchio (versione 2002) | Versione 2002      |
| 2004 | Cartoon Story                          | Bambino Pinocchio (versione 2002) | Versione 2002      |
| 2006 | Cartoonlandia Boys & Girls Story       | Bambino Pinocchio                 | Versione originale |
| 2009 | Fai la nanna con Cicciobello           | Bambino Pinocchio                 | Versione originale |
| 2010 | Bambini per sempre                     | Bambino Pinocchio                 | Versione originale |
| 2011 | Cartoonlandia Story '80-'90            | Bambino Pinocchio                 | Versione originale |
| 2011 | Il meglio di Cristina D'Avena          | Bambino Pinocchio                 | Versione originale |
| 2012 | 30 e poi... - Parte prima              | Bambino Pinocchio                 | Versione originale |